# FA Cup 2014-2015
La FA Cup 2014-2015 è stata la 134ª edizione della FA Cup, la più importante coppa nel calcio inglese e la competizione ad eliminazione diretta più antica del mondo. Viene sponsorizzata per la quarta stagione consecutiva da Budweiser.
La finale si è tenuta allo stadio di Wembley, il 30 maggio 2015. A vincere il trofeo è stato l'Arsenal, che nella finale di Wembley ha sconfitto l'Aston Villa per 4-0, bissando il successo dell'anno precedente. Per i Gunners si è trattato della dodicesima FA Cup della loro storia, record assoluto della competizione.

## Calendario
| Turno                           | Data              | Partite | Squadre   | Squadre entrate | Campionati entranti                         |
| ------------------------------- | ----------------- | ------- | --------- | --------------- | ------------------------------------------- |
| Primo turno preliminare         | 16 agosto 2014    | 184     | 736 → 552 | 368             |                                             |
| Secondo turno preliminare       | 30 agosto 2014    | 160     | 552 → 392 | 136             |                                             |
| Primo turno di qualificazione   | 13 settembre 2014 | 116     | 392 → 276 | 72              |                                             |
| Secondo turno di qualificazione | 27 settembre 2014 | 80      | 276 → 196 | 44              |                                             |
| Terzo turno di qualificazione   | 11 ottobre 2014   | 40      | 196 → 156 |                 |                                             |
| Quarto turno di qualificazione  | 25 ottobre 2014   | 32      | 156 → 124 | 24              |                                             |
| Primo turno                     | 8 novembre 2014   | 40      | 124 → 84  | 48              | Football League One Football League Two     |
| Secondo turno                   | 6 dicembre 2014   | 20      | 84 → 64   |                 |                                             |
| Terzo turno                     | 3 gennaio 2015    | 32      | 64 → 32   | 44              | Premier League Football League Championship |
| Quarto turno                    | 24 gennaio 2015   | 16      | 32 → 16   |                 |                                             |
| Quinto turno                    | 7 febbraio 2015   | 8       | 16 → 8    |                 |                                             |
| Sesto turno                     | 7 marzo 2015      | 4       | 8 → 4     |                 |                                             |
| Semifinali                      | 18 aprile 2015    | 2       | 4 → 2     |                 |                                             |
| Finale                          | 30 maggio 2015    | 1       | 2 → 1     |                 |                                             |

## Preliminari

### Primo turno
| Squadra 1              | Risultato | Squadra 2            |
| ---------------------- | --------- | -------------------- |
| 7 novembre 2014        |           |                      |
| Warrington Town        | 1 – 0     | Exeter City          |
| 8 novembre 2014        |           |                      |
| Crawley Town           | 0 – 1     | Yeovil Town          |
| York City              | 1 – 1     | AFC Wimbledon        |
| Walsall                | 2 – 2     | Shrewsbury Town      |
| Eastleigh              | 2 – 1     | Lincoln City         |
| Basingstoke Town       | 1 – 1     | Telford Utd          |
| Dag & Red              | 0 – 0     | Southport            |
| Peterborough Utd       | 2 – 1     | Carlisle Utd         |
| Cheltenham Town        | 5 – 0     | Swindon Town         |
| Bromley                | 3 – 4     | Dartford             |
| Barnet                 | 1 – 3     | Wycombe              |
| Gillingham             | 1 – 2     | Bristol City         |
| Crewe Alexandra        | 0 – 0     | Sheffield Utd        |
| Grimsby Town           | 1 – 3     | Oxford Utd           |
| Tranmere               | 1 – 0     | Bristol Rovers       |
| Southend Utd           | 1 – 2     | Chester              |
| Luton Town             | 4 – 2     | Newport County       |
| Bury                   | 3 – 1     | Hemel H. Town        |
| Cambridge Utd          | 1 – 0     | Fleetwood Town       |
| Northampton Town       | 0 – 0     | Rochdale             |
| Dover Athletic         | 1 – 0     | Morecambe            |
| Port Vale              | 3 – 4     | MK Dons              |
| Fylde                  | 0 – 2     | Plymouth             |
| Barnsley               | 5 – 0     | Burton Albion        |
| Hartlepool Utd         | 2 – 0     | East Thurrock United |
| Oldham Athletic        | 1 – 0     | Leyton Orient        |
| 9 novembre 2014        |           |                      |
| Halifax Town           | 1 – 2     | Bradford City        |
| Coventry City          | 1 – 2     | Worcester City       |
| Braintree Town         | 0 – 6     | Chesterfield         |
| Portsmouth             | 2 – 2     | Aldershot Town       |
| Wrexham                | 3 – 0     | Woking               |
| Blyth Spartans         | 4 – 1     | Altrincham           |
| Forest Green           | 0 – 2     | Scunthorpe Utd       |
| Gosport Borough        | 3 – 6     | Colchester Utd       |
| Norton United          | 0 – 4     | Gateshead            |
| Stevenage              | 0 – 0     | Maidstone United     |
| Notts County           | 0 – 0     | Accrington Stanley   |
| 10 novembre 2014       |           |                      |
| Havant & Waterlooville | 0 – 3     | Preston N.E.         |
| 18 novembre 2014       |           |                      |
| Weston-super-Mare      | 1 – 4     | Doncaster            |
| Mansfield Town         | 1 – 1     | Concord Rangers      |

#### Replay
| Squadra 1          | Risultato | Squadra 2        |
| ------------------ | --------- | ---------------- |
| 18 novembre 2014   |           |                  |
| AFC Wimbledon      | 1 – 0     | York City        |
| Shrewsbury Town    | 1 – 0     | Walsall          |
| Telford Utd        | 2 – 1     | Basingstoke Town |
| Southport          | 2 – 0     | Dag & Red        |
| Sheffield Utd      | 2 – 0     | Crewe Alexandra  |
| Rochdale           | 2 – 1     | Northampton Town |
| Accrington Stanley | 2 – 1     | Notts County     |
| 19 novembre 2014   |           |                  |
| Aldershot Town     | 1 – 0     | Portsmouth       |
| 20 novembre 2014   |           |                  |
| Maidstone United   | 2 – 1     | Stevenage        |
| 25 novembre 2014   |           |                  |
| Concord Rangers    | 0 – 1     | Mansfield Town   |

### Secondo turno
| Squadra 1          | Risultato | Squadra 2        |
| ------------------ | --------- | ---------------- |
| 5 dicembre 2014    |           |                  |
| Hartlepool Utd     | 1 – 2     | Blyth Spartans   |
| 6 dicembre 2014    |           |                  |
| Oxford Utd         | 2 – 2     | Tranmere         |
| Bury               | 1 – 1     | Luton Town       |
| Accrington Stanley | 1 – 1     | Yeovil Town      |
| MK Dons            | 0 – 1     | Chesterfield     |
| Oldham Athletic    | 0 – 1     | Doncaster        |
| Preston N.E.       | 1 – 0     | Shrewsbury Town  |
| Sheffield Utd      | 3 – 0     | Plymouth         |
| Cambridge Utd      | 2 – 2     | Mansfield Town   |
| Wrexham            | 3 – 1     | Maidstone United |
| 7 dicembre 2014    |           |                  |
| Gateshead          | 2 – 0     | Warrington Town  |
| Scunthorpe Utd     | 1 – 1     | Worcester City   |
| Southport          | 2 – 1     | Eastleigh        |
| Barnsley           | 0 – 0     | Chester          |
| Bradford City      | 4 – 1     | Dartford         |
| Cheltenham Town    | 0 – 1     | Dover Athletic   |
| Bristol City       | 1 – 0     | Telford Utd      |
| Aldershot Town     | 0 – 0     | Rochdale         |
| Wycombe            | 0 – 1     | AFC Wimbledon    |
| Colchester Utd     | 1 – 0     | Peterborough Utd |

#### Replay
| Squadra 1        | Risultato         | Squadra 2          |
| ---------------- | ----------------- | ------------------ |
| 16 dicembre 2014 |                   |                    |
| Chester          | 0 – 3             | Barnsley           |
| Luton Town       | 1 – 0             | Bury               |
| Mansfield Town   | 0 – 1             | Cambridge Utd      |
| Rochdale         | 4 – 1             | Aldershot Town     |
| Tranmere         | 2 – 1             | Oxford Utd         |
| Yeovil Town      | 2 – 0             | Accrington Stanley |
| 17 dicembre 2014 |                   |                    |
| Worcester City   | 1 – 1 (13-14 dcr) | Scunthorpe Utd     |

## Fase finale

### Terzo turno
| Squadra 1         | Risultato | Squadra 2         |
| ----------------- | --------- | ----------------- |
| 2 gennaio 2015    |           |                   |
| Cardiff City      | 3 – 1     | Colchester Utd    |
| 3 gennaio 2015    |           |                   |
| Charlton          | 1 – 2     | Blackburn         |
| Rochdale          | 1 – 0     | Nottingham Forest |
| West Bromwich     | 7 – 0     | Gateshead         |
| Blyth Spartans    | 2 – 3     | Birmingham City   |
| Rotherham Utd     | 1 – 5     | Bournemouth       |
| Huddersfield Town | 0 – 1     | Reading           |
| Tranmere          | 2 – 6     | Swansea City      |
| Bolton            | 1 – 0     | Wigan             |
| Millwall          | 3 – 3     | Bradford City     |
| Derby County      | 1 – 0     | Southport         |
| Brentford         | 0 – 2     | Brighton          |
| Fulham            | 0 – 0     | Wolverhampton     |
| Leicester City    | 1 – 0     | Newcastle Utd     |
| Cambridge Utd     | 2 – 1     | Luton Town        |
| Barnsley          | 0 – 2     | Middlesbrough     |
| Preston N.E.      | 2 – 0     | Norwich City      |
| Doncaster         | 1 – 1     | Bristol City      |
| 4 gennaio 2015    |           |                   |
| Aston Villa       | 1 – 0     | Blackpool         |
| Dover Athletic    | 0 – 4     | Crystal Palace    |
| Sunderland        | 1 – 0     | Leeds Utd         |
| QPR               | 0 – 3     | Sheffield Utd     |
| Manchester City   | 2 – 1     | Sheffield Weds    |
| Southampton       | 1 – 1     | Ipswich Town      |
| Stoke City        | 3 – 1     | Wrexham           |
| Yeovil Town       | 0 – 2     | Manchester Utd    |
| Chelsea           | 3 – 0     | Watford           |
| Arsenal           | 2 – 0     | Hull City         |
| 5 gennaio 2015    |           |                   |
| Burnley           | 1 – 1     | Tottenham         |
| AFC Wimbledon     | 1 – 2     | Liverpool         |
| 6 gennaio 2015    |           |                   |
| Everton           | 1 – 1     | West Ham Utd      |
| Scunthorpe Utd    | 2 – 2     | Chesterfield      |

#### Replay
| Squadra 1            | Risultato       | Squadra 2      |
| -------------------- | --------------- | -------------- |
| 13 e 14 gennaio 2015 |                 |                |
| Bristol City         | 2 – 0           | Doncaster      |
| Wolverhampton        | 3 – 3 (3-5 dcr) | Fulham         |
| Bradford City        | 4 – 0           | Millwall       |
| Ipswich Town         | 0 – 1           | Southampton    |
| Tottenham            | 4 – 2           | Burnley        |
| West Ham Utd         | 2 – 2 (9-8 dcr) | Everton        |
| Chesterfield         | 2 – 0 (dts)     | Scunthorpe Utd |

### Quarto turno
| Squadra 1       | Risultato | Squadra 2      |
| --------------- | --------- | -------------- |
| 23 gennaio 2015 |           |                |
| Cambridge Utd   | 0 – 0     | Manchester Utd |
| 24 gennaio 2015 |           |                |
| Blackburn       | 3 – 1     | Swansea City   |
| Southampton     | 2 – 3     | Crystal Palace |
| Chelsea         | 2 – 4     | Bradford City  |
| Derby County    | 2 – 0     | Chesterfield   |
| Preston N.E.    | 1 – 1     | Sheffield Utd  |
| Birmingham City | 1 – 2     | West Bromwich  |
| Cardiff City    | 1 – 2     | Reading        |
| Tottenham       | 1 – 2     | Leicester City |
| Sunderland      | 0 – 0     | Fulham         |
| Manchester City | 0 – 2     | Middlesbrough  |
| Liverpool       | 0 – 0     | Bolton         |
| 25 gennaio 2015 |           |                |
| Bristol City    | 0 – 1     | West Ham Utd   |
| Aston Villa     | 2 – 1     | Bournemouth    |
| Brighton        | 2 – 3     | Arsenal        |
| 26 gennaio 2015 |           |                |
| Rochdale        | 1 – 4     | Stoke City     |

#### Replay
| Squadra 1       | Risultato | Squadra 2     |
| --------------- | --------- | ------------- |
| 3 febbraio 2015 |           |               |
| Manchester Utd  | 3 – 0     | Cambridge Utd |
| Sheffield Utd   | 1 – 3     | Preston N.E.  |
| Fulham          | 1 – 3     | Sunderland    |
| 4 febbraio 2015 |           |               |
| Bolton          | 1 – 2     | Liverpool     |

### Quinto turno
| Squadra 1        | Risultato | Squadra 2      |
| ---------------- | --------- | -------------- |
| 14 febbraio 2015 |           |                |
| West Bromwich    | 4 – 0     | West Ham Utd   |
| Blackburn        | 4 – 1     | Stoke City     |
| Derby County     | 1 – 2     | Reading        |
| Crystal Palace   | 1 – 2     | Liverpool      |
| 15 febbraio 2015 |           |                |
| Aston Villa      | 2 – 1     | Leicester City |
| Bradford City    | 2 – 0     | Sunderland     |
| Arsenal          | 2 – 0     | Middlesbrough  |
| 16 febbraio 2015 |           |                |
| Preston N.E.     | 1 – 3     | Manchester Utd |

### Sesto turno
| Squadra 1      | Risultato | Squadra 2     |
| -------------- | --------- | ------------- |
| 7 marzo 2015   |           |               |
| Bradford City  | 0 – 0     | Reading       |
| Aston Villa    | 2 – 0     | West Bromwich |
| 8 marzo 2015   |           |               |
| Liverpool      | 0 – 0     | Blackburn     |
| 9 marzo 2015   |           |               |
| Manchester Utd | 1 – 2     | Arsenal       |

#### Replay
| Squadra 1     | Risultato | Squadra 2     |
| ------------- | --------- | ------------- |
| 16 marzo 2015 |           |               |
| Reading       | 3 – 0     | Bradford City |
| 8 aprile 2015 |           |               |
| Blackburn     | 0 – 1     | Liverpool     |

### Semifinali
| Squadra 1      | Risultato   | Squadra 2 |
| -------------- | ----------- | --------- |
| 18 aprile 2015 |             |           |
| Reading        | 1 – 2 (dts) | Arsenal   |
| 19 aprile 2015 |             |           |
| Aston Villa    | 2 – 1       | Liverpool |

### Finale
| Squadra 1      | Risultato | Squadra 2   |
| -------------- | --------- | ----------- |
| 30 maggio 2015 |           |             |
| Arsenal        | 4 – 0     | Aston Villa |